# Israel Ochoa
Israel Antonio Ochoa Plazas (Paipa, Boyacá, 26 de agosto de 1964), conocido como El Rápido, es un ciclista colombiano retirado.

## Biografía
Es un ciclista con una carrera excepcionalmente prolongada pues llegó a disputar el campeonato nacional contrarreloj y la prueba de ciclismo de ruta en 2008, a la edad de 44 años. El hizo parte de un cuarteto de ciclistas de avanzados en años para la práctica de este deporte (con Hernán Buenahora, Libardo Niño y José Castelblanco) que dominaron las pruebas de ciclismo en su país a finales de la década de 2000. Solo Santiago Botero (nacido en 1972) les disputó ese liderazgo. Su larga carrera le ha valido reconocimientos, pero también ha sido fuente de sospecha. No fue autorizado para iniciar la carrera en la Vuelta a Colombia en 2006, por hallarse un hematocrito elevado. Sus tres compañeros también tuvieron inconvenientes con los controles sanguíneos.
El final de su carrera se dio con la participación en la Vuelta al Valle del Cauca el 6 de marzo de 2011. Confiesa que su mayor fracaso deportivo ocurrió en la Vuelta a Colombia de 1993 frente a Carlos Mario Jaramillo, con el que perdió la camiseta de líder (que obtuvo durante ocho días) durante la última prueba contrarreloj, a pesar de ser especialista en este tipo de etapas.

## Palmarés
- Prueba en ruta del campeonato nacional
  - Campeón en 2004.  
  - 2 subidas al podio (2º en 2000 y en 2008).
- Prueba contrarreloj del campeonato nacional
  - Campeón en 2000, en 2004 y en 2008.  
  - 3 subidas al podio (3º en 1998, en 2003 y en 2007).
- Vuelta a Colombia
  - 2 subidas al podio (3º en 1993 y en 2007).[6]
  - 4 victoria de etapa en 1994, en 1997, en 1999 y en 2002.[7]
- Clásico RCN
  - Campeón de la clasificación general en 1996.
  - 1 subida al podio (3º en 1998).[8]
  - 6 victorias de etapa en 1991, 1996, 1998,[9] 2007[10] y en 2009.[11]
- Vuelta a Costa Rica
  - Campeón de la clasificación general y una victoria de etapa en 2004.[12]
- Vuelta a Boyacá
  - Campeón de la clasificación en 1997, en 2003 y en 2006.[13]
  - 2° de la clasificación en 1999
  - 3° de la clasificación en 2005
- Vuelta a Cundinamarca
  - Campeón de la clasificación en 1998, 3° de la clasificación en 1997 y 2° de la clasificación en 2000
- Vuelta a Antioquia
  - 2° de la clasificación en 2005 y ganador de una etapa.[14]
- Vuelta a Ecuador
  - 1 victoria de etapa en 2009.[15]

## Resultados en lasgrandes vueltas
Durante su carrera deportiva consiguió los siguientes puestos en las grandes vueltas:
| Carrera         | 1993 |
| --------------- | ---- |
| Tour de Francia | -    |
| Giro de Italia  | -    |
| Vuelta a España | Ab.  |

## Resultados en campeonatos

### Campeonato Mundial de Ciclismo en Ruta

#### Prueba de ruta
2 participaciones.
- 1995: 11º en la clasificación final.
- 2003: abandonó.

### Campeonato Panamericano de Ciclismo en Ruta

#### Prueba de ruta
1 participación.
- 1998:  tercero en la clasificación final.

## Equipos[1]
- Profesional:
  - 1988:  Pinturas Philaac
  - 1992:  Gaseosas Glacial
  - 1993:  Gaseosas Glacial
  - 1994:  Gaseosas Glacial
  - 1995:  Gaseosas Glacial
  - 1996:  Selle Italia - Gaseosas Glacial - Magniflex
  - 1997:  Lotería de Boyacá
  - 1998:  Lotería de Boyacá
  - 1999:  Selle Italia - W 52 - Lotería Bono del Ciclismo (en Europa), Aguardiente Néctar - Selle Italia - Cundinamarca (en Colombia)
  - 2000:  Aguardiente Néctar - Selle Italia
- Aficionado:
  - 2001:  Lotería de Boyacá
  - 2002:  Lotería de Boyacá
  - 2003:  Lotería de Boyacá
  - 2004:  Lotería de Boyacá
  - 2005:  Lotería de Boyacá
  - 2006:  Lotería de Boyacá
  - 2007:  Lotería de Boyacá
  - 2008:  Lotería de Boyacá
  - 2009:  Lotería de Boyacá[16]
  - 2010:  Boyacá orgullo de América
  - 2011:  Boyacá orgullo de América